# Formation ouverte
La formation ouverte est une formation dont une partie est réalisée hors de l'organisme de formation. Lorsque cette partie est contractualisée, on parle de formation concertée.
Elle se caractérise généralement par une liberté d'accès aux ressources pédagogiques mises à la disposition de l'apprenant, « ouverte » signifiant sans aucune restriction : absence de conditions d'admission, itinéraire de formation choisi par l'apprenant selon sa disponibilité et son rythme, conclusion d'un contrat entre l'apprenant et l'institution.
Quant à la formation à distance, c'est un système de formation conçu pour permettre à des individus de se former, sans se déplacer dans un lieu de formation et sans la présence physique d'un formateur.
Pour améliorer l'efficacité pédagogique de la formation à distance, on y associe périodiquement des phases de regroupement des apprenants.
Enfin, la formation ouverte et à distance est un système de formation flexible qui intègre les principes de la formation ouverte dans la formation à distance.